# Этельред I (король Нортумбрии)
Этельред I (др.-англ. Æthelred; убит 18 апреля 796) — король Нортумбрии в 774 — 779 и 790 — 796 годах.

## Биография
Этельред I, сын Этелвалда Молла, был возведён на престол после бегства Элхреда. Вздумав избавиться от предводителей сторонников бежавшего монарха, он приказал за подложные преступления или за вины невеликой важности казнить трёх знаменитых вельмож. Однако такое насилие не только не произвело ожидаемого действия, а наоборот побудило врагов Этельреда I к бунту. Потерпев два поражения, тот в 779 году бежал в одно из соседних королевств.
В 790 году после низложения и заключения в монастырь короля Осреда II сторонники Этельреда склонили прочих нортумбрийцев вызвать Этельреда из 12-летней ссылки и возвести на престол. Этельред I начал своё новое правление двумя бесчеловечными делами. Сначала он приказал умертвить Осреда II, который, хотя и жил в монастыре, причинял ему беспокойство. Потом он извёл сыновей короля Эльфволда I Эльфа и Эльфвина.
Во времена Этельреда I начались набеги викингов на Британию. В «Англосаксонской хронике» начиная с 789 года упоминаются их ежегодные вторжения. В 793 году даны приплыли на судах к берегам Нортумбрии и, высадя войско, захватили и полностью разграбили монастырь Святого Кутберта на острове Линдисфарн. В следующем году был сожжён монастырь в Ярроу, в котором ранее жил и работал Беда Достопочтенный, а в 795 году викинги появились сразу у берегов Восточной, Южной и Западной Британии и у восточных берегов Ирландии. В Нортумбрии они, привлечённые легкой добычей, вошли в устье реки Тины и разграбили основанный королём Эгфридом Тинмутский монастырь. Этельред I с помощью своего тестя, короля Мерсии Оффы, прогнал их обратно на суда. Обрушившаяся на викингов жестокая буря завершила разгром и почти всех их потопила.
Между тем Этельред I приумножил ещё более ненависть знати своим жестоким и злопамятным нравом. Невзирая на роптание своих неприятелей, он помышлял только как бы удовлетворить свою страсть и утвердить себя на престоле смертью или заточением тех, которые ему казались опасными. Так Этельред вздумал отправить в ссылку Эрдвульфа, знатнейшую в государстве особу. Такое насилие дало повод для мятежа врагов короля. После двухлетней междоусобицы Этельред I был убит 18 апреля 796 года. Король франков Карл Великий, друг Этельреда, был столь раздражён на нортумбрийцев за это, что чуть было не объявил им войну, что видно из письма Алкуина к королю Мерсии Оффе.